# Beaches—East York
Pour les articles homonymes, voir York.
Circonscription électorale fédérale du Canada
Beaches—East York (initialement connue sous le nom de Beaches—Woodbine) est une circonscription électorale fédérale et provinciale en Ontario.

## Circonscription fédérale
La circonscription est située dans le sud de l'Ontario, plus précisément une partie de la ville de Toronto et sur la rive du lac Ontario.
Les circonscriptions limitrophes sont Don Valley-Est, Don Valley-Ouest, Scarborough-Sud-Ouest et Toronto—Danforth.

### Historique
La circonscription de Beaches—Woodbine a été créée en 1987 d'une partie des circonscriptions de Beaches et de York-Est. La circonscription fut renommée Beaches—East York en 1997.
| Législature                                   | Années        | Député | Député                  | Parti         |
| --------------------------------------------- | ------------- | ------ | ----------------------- | ------------- |
| Beaches—Woodbine issue de Beaches et York-Est |               |        |                         |               |
| 34e                                           | 1988–1993     |        | Neil Young              | NPD           |
| 35e                                           | 1993–1997     |        | Maria Minna             | Libéral       |
| Beaches—East York                             |               |        |                         |               |
| 36e                                           | 1997–2000     |        | Maria Minna             | Libéral       |
| 37e                                           | 2000–2004     |        | Maria Minna             | Libéral       |
| 38e                                           | 2004–2006     |        | Maria Minna             | Libéral       |
| 39e                                           | 2006–2008     |        | Maria Minna             | Libéral       |
| 40e                                           | 2008–2011     |        | Maria Minna             | Libéral       |
| 41e                                           | 2011–2015     |        | Matthew Kellway         | Néo-démocrate |
| 42e                                           | 2015–2019     |        | Nathaniel Erskine-Smith | Libéral       |
| 43e                                           | 2019–2021     |        | Nathaniel Erskine-Smith | Libéral       |
| 44e                                           | 2021–2025     |        | Nathaniel Erskine-Smith | Libéral       |
| 45e                                           | 2025–en cours |        | Nathaniel Erskine-Smith | Libéral       |

## Circonscription provinciale
Depuis les élections provinciales ontariennes du 4 octobre 2007, l'ensemble des circonscriptions provinciales et des circonscriptions fédérales sont identiques.